# Benedikt von Ahlefeldt (1685–1739)
Benedikt (Bendix) von Ahlefeldt (* 1685; † 1739 auf Gut Niendorf) war Geheimer Rat, Kanzleipräsident und Kammerherr des Herzogs Karl Friedrich von Schleswig-Holstein-Gottorf.

## Leben
Benedikt von Ahlefeldt wurde 1685 geboren und war der Schwager von Detlev von Ahlefeldt. Er studierte begleitet von seinem Hofmeister August Simon Lindholtz drei Jahre an der Universität in Halle und besuchte während der nächsten drei Jahre die Höfe von Frankreich, Italien, England und Deutschland. Von seiner Reise heimgekehrt trat er in den Herzoglich Gottorpschen Dienst. 1719 war er Geheimer Rat, Kanzleipräsident und Kammerherr des Herzogs Karl Friedrich, sowie Landrat und Amtsmann von Tremsbüttel und Steinhorst. Bei verschiedenen Gelegenheiten war er Gesandter des Herzogs an den Höfen von Berlin und Stockholm.
Die letzten Jahre seines Lebens verbrachte er auf seinem Gut in Haselau. Das Gut Haseldorf erbte er 1726 von seiner Stiefschwester nach dem Tode seines Schwagers Detlev von Ahlefeldt. Nach der Übernahme des Gutes Haseldorf schätzte man sein Vermögen auf 150.000 Thaler. Durch die großen Überschwemmungen in der Haseldorfer Marsch in den Jahren 1717 und 1720 verlor er einen großen Teil seines Vermögens. Mit seiner Frau Charlotte Amalia von Reventlow, Tochter des Detlev von Reventlow auf Stubbe und der Magdalena Sibylla, geborene Gräfin von Dernath, hatte er elf Kinder, von denen jedoch fünf (unter ihnen eine Tochter) frühzeitig starben. Die Namen sind nicht bekannt, weil das Haselauer Kirchenbuch im Jahre 1756 bei der großen Überschwemmung mit dem Pastorat fortgespült worden ist. Die übrigen sechs Kinder waren: Benedikt (1715–1773), Detlev Benedikt, Christian Gerhard, Marie Elisabeth, Carl Friedrich und Margaretha Hedwig. Benedikt von Ahlefeldt starb 1739 bei einem Besuch auf Gut Niendorf bei Lübeck.